# Virslīga (2011)
Sezon 2011 był 20. edycją Virslīgi – najwyższej klasy rozgrywkowej na Łotwie. Sezon rozpoczął się 15 kwietnia, a zakończył 8 listopada 2011. W rozgrywkach brało udział 9 zespołów, grając systemem kołowym. Tytułu nie obroniła drużyna Skonto Ryga. Nowym mistrzem Łotwy został zespół FK Ventspils. Tytuł króla strzelców zdobył Nathan Júnior, który w barwach klubu Skonto Ryga strzelił 22 gole.

## Drużyny
| Uczestnicy poprzedniej edycji                                                                                 | Uczestnicy poprzedniej edycji | Uczestnicy poprzedniej edycji | Uczestnicy poprzedniej edycji |
| --- | ----------------------------- | ----------------------------- | ----------------------------- |
| SKR | Skonto Ryga                   | 1                             |                               |
| FKW | FK Ventspils                  | 2                             |                               |
| MEL | Metalurgs Lipawa              | 3                             |                               |
| DVD | Daugava Dyneburg              | 4                             |                               |
| JVV | FK Jurmala-VV                 | 5                             |                               |
| FKJ | FK Jelgava                    | 6                             |                               |
| ORF | JFK Olimps                    | 8                             |                               |
| Awans z 1. līgi (2010)                                                                                        |                               |                               |                               |
| GLB | FB Gulbene 2005               | 1 (1. līga)                   |                               |
| FCJ | FC Jūrmala                    | 2 (1. līga)                   |                               |
| Oznaczenia: - kolumna pierwsza – skróty nazw drużyn, - kolumna trzecia – miejsce zajęte w poprzednim sezonie. |                               |                               |                               |

## Tabela
| Lp. | Drużyna          | M  | Z  | R | P  | Bramki | Bramki | Różn. | Pkt | Uwagi                                        | Bezpośrednio |
| --- | ---------------- | -- | -- | - | -- | ------ | ------ | ----- | --- | -------------------------------------------- | ------------ |
| 1   | FK Ventspils (M) | 32 | 22 | 5 | 5  | 75     | 19     | +56   | 71  | Liga Mistrzów UEFA • II runda kwalifikacyjna |              |
| 2   | Metalurgs Lipawa | 32 | 22 | 4 | 6  | 74     | 26     | +48   | 70  | Liga Europy UEFA • I runda kwalifikacyjna    |              |
| 3   | Daugava Dyneburg | 32 | 19 | 6 | 7  | 58     | 30     | +28   | 63  | Liga Europy UEFA • I runda kwalifikacyjna    |              |
| 4   | Skonto Ryga      | 32 | 17 | 9 | 6  | 62     | 21     | +41   | 60  |                                              |              |
| 5   | FC Jūrmala       | 32 | 12 | 8 | 12 | 45     | 42     | +3    | 44  |                                              |              |
| 6   | FK Jelgava       | 32 | 13 | 4 | 15 | 47     | 54     | −7    | 43  |                                              |              |
| 7   | FB Gulbene 2005  | 32 | 7  | 7 | 18 | 39     | 67     | −28   | 28  |                                              |              |
| 8   | FK Jurmala-VV    | 32 | 5  | 6 | 21 | 34     | 75     | −41   | 21  |                                              |              |
| 9   | JFK Olimps       | 32 | 1  | 3 | 28 | 19     | 117    | −98   | 6   | Baraże o Virslīgę                            |              |

## Baraże o Virslīgę
- 10 listopada:
JFK Olimps 1-2 Spartaks Jurmała
- 13 listopada:
Spartaks Jurmała 2-0 JFK Olimps

Zespół JFK Olimps spadł z Virslīgi, natomiast Spartaks Jurmała do niej awansował.

## Najlepsi strzelcy[1]
| L.p. | Piłkarz            | Drużyna            | Gole |
| ---- | ------------------ | ------------------ | ---- |
| 1    | Nathan Júnior      | Skonto Ryga        | 22   |
| 2    | Mamuka Ghonghadze  | Daugava Dyneburg   | 21   |
| 3    | Jurģis Kalns       | Liepājas Metalurgs | 16   |
| 3    | Vladislavs Kozlovs | FK Jelgava         | 16   |
| 4    | Wadim Janczuk      | FK Ventspils       | 12   |
| 5    | Vladimirs Kamešs   | Liepājas Metalurgs | 11   |